# Islândia nos Jogos Olímpicos de Verão de 1956
A Islândia competiu nos Jogos Olímpicos de Verão de 1956 em Melbourne, Austrália.  Vilhjálmur Einarsson ganhou a primeira medalha olímpica do país.

## Medalhistas

### Prata
- Vilhjálmur Einarsson — Atletismo, Salto triplo masculino